# 木村健児
木村 健児（きむら けんじ、1887年12月18日 - 1936年10月24日）は、日本の俳優である。木村 健兒と表記されることもある。本名は木村 米太郎（きむら よねたろう）。木村 健二、木村 健次、木村 建治と表記に揺れがある。新派を経て映画界に転向、昭和初期まで大きな体格を生かして松竹蒲田撮影所、不二映画社などに出演した名脇役として知られる。

## 来歴・人物
1887年（明治20年）12月18日、京都府京都市に生まれる。旧制京都府第一中學校（現在の京都府立洛北高等学校）卒業。
天然色活動写真の連鎖劇を経て、1919年（大正8年）2月、本郷座に拠点を持つ岡本五郎、石川新水、栗島狭衣、梅島昇らの新生劇団に加入し、新派悲劇『浅草物語』で初舞台を踏む。その後、大阪府にあった弁天座、および楽天地での出演を経て、小織桂一郎や木下吉之助、福井茂兵衛などの新派俳優の巡業に加わる。1924年（大正13年）4月には、神戸市三宮（現在の同市中央区）にあった三ノ宮歌舞伎座で一座を結成し、1926年（大正15年）7月には東京市下谷区二長町（現在の東京都台東区台東一・二丁目辺り）にあった市村座で鈴蘭座を結成した。同年9月、新派の舞台を離れて松竹蒲田撮影所へ入社。以降、映画俳優に転向し、大柄な体格を生かして多数の作品で主に準主役・脇役として活躍した。
1928年（昭和3年）に発行された『日本映画俳優名鑑 昭和四年版』（映画世界社）など一部の資料によれば、東京府荏原郡蒲田町新宿1261番地（後の東京市蒲田区新宿町、現在の東京都大田区萩中2-3丁目及び西糀谷3-4丁目辺り）に住み、身長は5尺7寸5分（約174.2センチメートル）、体重は18貫400匁（約69.0キログラム）、趣味は園芸、ビリヤードで、甘味の物が嗜好である旨が記されている。
1931年（昭和6年）9月、鈴木傳明のほか、岡田時彦、高田稔、渡辺篤、横尾泥海男、関時男、吉谷久雄らと共に松竹蒲田を連袂退社し、新たに不二映画社を創立する。1932年（昭和7年）9月15日に公開された青山三郎・鈴木重吉監督映画『金色夜叉』などに出演していたが、同所は経営難により同年10月に解散する。解散後は、フリーランサーとして東京発声映画製作所のトーキーに出演しており、1935年（昭和10年）10月16日に公開された重宗務監督映画『大学を出た若旦那』、翌1936年（昭和11年）1月10日に公開された同じく重宗務監督映画『街の笑くぼ』に出演した記録が残っている。以後の消息は不明とされていたが、『讀賣新聞』昭和11年10月25日付（神奈川版）によれば、同年前後から脳病に冒され、京都府京都市の大学病院に入院、一時は回復して帰京したものの、再び病状が悪化したため、同年7月17日からは神奈川県横浜市鶴見区北寺尾町（現在の同区北寺尾）の西井脳病院に再度入院していたが、10月24日午前5時頃に数え年51歳で死去したと報じられている。満48歳没。
渾名は「ワンサの先生」。松竹蒲田撮影所在籍当時、鈴木傳明率いる「傳明グループ」の中でも特に大きな権力を握っていたといい、1931（昭和6年）9月に発生した不二映画社創立事件では、松竹蒲田脱退を促進した黒幕として活躍していたという。また、木村の遠戚にあたる川崎弘子によれば、麻雀賭博や結婚詐欺などで世間を騒がせた福田蘭堂との結婚にも助力したという。

## 出演作品

### 天然色活動写真大阪撮影所
全て製作は「天然色活動写真大阪撮影所」、配給は「天然色活動写真」、全てサイレント映画である。
- 『運命の戦』：監督不明、1918年9月11日公開
- 『新野崎村』：監督不明、1918年9月21日公開

### 松竹蒲田撮影所
全て製作は「松竹蒲田撮影所」、配給は「松竹」、全てサイレント映画である。
- 『高田の馬場』：監督斎藤寅次郎、1927年2月17日公開
- 『父帰る』：監督野村芳亭、1927年3月29日公開 - 園田修造
- 『新婚者教育』：監督丘虹二、1927年4月28日公開 - 課長
- 『むさゝびの三吉』：監督重宗務、1927年8月12日公開 - 治左衛門
- 『不景気征伐』：監督清水宏・斎藤寅次郎、1927年11月1日公開 - 社長
- 『恋模様二人娘』：監督重宗務、1927年12月1日公開
- 『出世の近道』：監督清水宏、1927年12月31日公開 - 町長・花岡
- 『弱き人々』：監督島津保次郎、1928年2月10日公開
- 『海に叫ぶ女』：監督清水宏、1928年3月9日公開 - 山内博士
- 『道楽御指南』：監督五所平之助、1928年4月27日公開
- 『富岡先生』：監督野村芳亭、1928年6月1日公開
- 『昭和の女』：監督清水宏、1928年6月26日公開 - 社長・植田孫右衛門
- 『おい！三太夫』：監督島津保次郎、1928年7月27日公開
- 『男に御用心』（『男に御要心』）：監督佐々木恒次郎、1928年8月10日 - 主演
- 『民族の叫び』：監督野村芳亭、1928年11月3日公開
- 『肉体美』：監督小津安二郎、1928年12月1日公開 - 大倉伝右衛門
- 『大当り円満』：監督大久保忠素、1929年1月27日公開
- 『色気たっぷり』：監督斎藤寅次郎、1929年4月6日公開 - 社長・青木
- 『自慢の倅』：監督清水宏、1929年8月8日公開 - 親父
- 『3善人』：監督野村芳亭、1929年8月15日公開 - 大橋文五郎
- 『大学は出たけれど』：監督小津安二郎、1929年9月6日公開 - 会社の重役[7]
- 『真実の愛』：監督清水宏、1930年4月18日公開 - 理学博士・下山邦太
- 『麗人』：監督島津保次郎、1930年4月26日公開 - 村長・上郷勘七
- 『岐路に立ちて』：監督清水宏、1930年5月9日公開 - 父
- 『愛は力だ』：監督成瀬巳喜男、1930年8月29日公開 - 吉川剛三（主演）
- 『若者よなぜ泣くか』：監督牛原虚彦、1930年11月15日公開 - 警官
- 『留守中発展』：監督野村浩将、1930年11月28日公開
- 『餓鬼大将』：監督清水宏、1931年1月15日公開 - その父
- 『真夜中商売』：監督小川正、1931年4月公開

### 不二映画社
全て製作は「不二映画社」、配給は「新興キネマ」、全てサイレント映画である。
- 『栄冠涙あり』：監督鈴木重吉、1931年12月31日公開 - その父・泰三
- 『アメリカ航路』：監督青山三郎、1932年4月27日公開 - 春日丸の事務長
- 『金色夜叉』：監督青山三郎・鈴木重吉、1932年9月15日公開 - 宮の父

### 東京発声映画製作所
全て製作は「東京発声映画製作所」、配給は「日活」、全てトーキーである。
- 『大学を出た若旦那』：監督重宗務、1935年10月16日公開 - 藤山総之介
- 『街の笑くぼ』：監督重宗務、1936年1月10日公開 - 高利貸・中風老人